# Gustav Raßmann
Gustav Josef Heinrich Raßmann (* 27. August 1833 in Möttau; † 22. Dezember 1906 in Wiesbaden) war ein deutscher Orgelbauer.

## Leben
Gustav Raßmann erhielt seine Ausbildung vermutlich in der Werkstatt seines Vaters Daniel Raßmann.
1860 übernahm den Betrieb seines Vaters. Sein Bruder Theodor Christian Raßmann (1822–1866) hatte sich 1859 als Orgelbauer in Möttau selbstständig gemacht. Er bezeichnete sich im Gegensatz zu seinem Bruder als konservativ, erhielt aber nur wenig Aufträge, darunter zwei Neubauten in Gemünden und Cleeberg.
1896 verkaufte Gustav Raßmann die Werkstatt an seinen ersten Gesellen August Hardt (1861–1946). Raßmann unterzeichnete zunächst noch weiterhin die Verträge, während Hardt die Arbeiten ausführte. Die Familie von Orgelbau Hardt führt die Werkstatt heute in der vierten Generation.

## Werk
Aus seiner Werkstatt stammen über 20 neue Instrumente, vorwiegend für Dorfkirchen. Hinzu kommen Umbauten, Reparaturen und Pflegedienste. Ab 1884 baute er vorwiegend Kegelladen, gab den Bau von Schleifladen aber nicht ganz auf.
Raßmann baute ausschließlich Orgeln mit ein oder zwei Manualen, die in der Regel zwischen acht und 14 Registern aufweisen. Nur die Orgel in Holzappel, die ein Geschenk des damaligen Patrons war, verfügt über 16 Register.
Die meisten seiner Orgeln sind noch erhalten, einige wurden im Laufe der Zeit umdisponiert.

## Werke (Auswahl)
In der fünften Spalte bezeichnet die römische Zahl die Anzahl der Manuale, ein großes „P“ ein selbstständiges Pedal. Die arabische Zahl gibt die Anzahl der klingenden Register an. Die letzte Spalte bietet Angaben zum Erhaltungszustand oder zu Besonderheiten.
| Jahr    | Ort                               | Kirche                                          | Bild | Manuale | Register | Bemerkungen |
| ------- | --------------------------------- | ----------------------------------------------- | ---- | ------- | -------- | --- |
| 1860    | Arnoldshain                       | Laurentiuskirche                                |      | I/P     | 8        | [ 1 ] |
| 1861    | Höhr-Grenzhausen                  | Ev. Kirche                                      |      | II/P    | 13       | Das untere Manual ist das Hauptwerk mit 9 Register, das obere ist Nebenwerk mit 2 Registern. (Gedackt d’amour 8′ und Flöte 4′). Die allermeisten Bauteile stammen tatsächlich noch aus dem 19. Jahrhundert, nur die Prospektpfeifen und der Blasebalg sind erneuert worden. 1969 und 1997 aufwendige Renovierung. |
| 1862    | Niederscheld                      | Evangelische Kirche                             |      | I/P     |          | 1954 Erweiterungsumbau durch Hardt (II/P/19) |
| 1863    | Laubuseschbach                    | Ev. Kirche                                      |      | I/P     | 10       | [ 5 ] |
| 1865    | Brandoberndorf                    | Ev. Kirche                                      |      | II/P    | 14       | Auf 2. Manual Harmonika 8′ der Firma Schiedmayer |
| 1865    | Offenbach (Mittenaar)             | Ev. Kirche                                      |      | I/P     | 11       | Noch ganz im Stil des Vaters; später leicht umdisponiert (I/P/12) |
| um 1870 | Frohnhausen (Dillenburg)          | Ev. Kirche                                      |      | II/P    | 14       | Auf 2. Manual Physharmonika 8′ |
| 1870    | Holzhausen an der Haide           | Ev. Kirche                                      |      | II/P    | 10       | zweites Manual für Physharmonika |
| 1870    | Seelbach (Herborn)                | Evangelische Kirche                             |      | I/P     | 12       | oder 1884, ursprünglich seitenspielig, 1975 vorderspieliger Umbau durch Bosch; Prospektoberteil, Manubrien und einige Register erhalten |
| 1871    | Niederseelbach                    | Ev. Kirche                                      |      | I/P     | 10       | Später leicht umdisponiert |
| 1872    | Görsroth                          | Evangelische Kirche Görsroth                    |      | I/P     | 9        | 1889 auf Empore gesetzt |
| 1876    | Holzappel                         | Ev. Kirche                                      |      | II/P    | 16       | Geschenk des Patrons Herzog Peter von Oldenburg |
| 1879    | Usingen                           | Ehem. ev. Lehrerseminar (heute Gymnasium [CWS]) |      | II/P    | 12       | Umbau der Aula-Orgel 1928 durch Wilhelm Rassmann: Klangumbau, Erweiterung auf 13 Register, Einbau röhrenpneumatischer Traktur und Ausbau des II. Man. zum Schwellwerk; Werk unverändert erhalten. |
| 1883    | Wiesbaden-Sonnenberg              | Ev. Thalkirche                                  |      | I/P     | 10       | [ 13 ] |
| 1884    | Griedelbach                       | Evangelische Kirche                             |      | I/P     | 8        | umgebaut erhalten |
| 1885    | Burg-Hohenstein                   | Ev. Kirche                                      |      | I/P     | 8        | Mechanische Kegellade |
| 1885    | Frohnhausen (Gladenbach)          | Ev. Kirche                                      |      | I/P     | 8        | 1965 Umbau durch Hardt |
| 1886    | Alsbach (Westerwald)              | Ev. Kirche                                      |      | I/P     | 10       | Mechanische Kegellade |
| 1886    | Weiperfelden                      | Ev. Kirche                                      |      | I/P     | 6        | |
| 1886    | Garbenheim                        | Ev. Kirche                                      |      | II/P    | 13       | 1961 umdisponiert |
| 1886    | Gemmerich                         | Ev. Kirche                                      |      | I/P     | 9        | Unter Verwendung von 5 Registern und des Gehäuses von Schöler unbekannter Herkunft; Pedalwerk auf eigener Lade hinter Hauptwerk, Untergehäuse mit Pfeifenattrappen in Rokoko-Feldern; heute I/P/10 |
| 1889    | Oberquembach                      | Ev. Kirche                                      |      | I/P     | 6        | Prospekt erhalten |
| 1890    | Niederquembach                    | Ev. Kirche                                      |      | I/P     | 6        | 1984 ersetzt, 1985 Teile in Stangenrod eingebaut |
| 1890    | Wiesbaden-Auringen                | Ev. Kirche                                      |      | I/P     | 8        | [ 17 ] |
| 1890    | Heckholzhausen                    | Ev. Kirche                                      |      | I/P     | 8        | mechanische Kegelladen |
| 1891    | Bonbaden                          | Ev. Kirche                                      |      | I/P     | 7        | 1974 um ein Register erweitert, zum großen Teil erhalten |
| 1892    | Rod an der Weil                   | Ev. Kirche                                      |      | II/P    | 10       | neoromanischer ("doppelturmfassaden-ähnlicher") Prospekt. |
| 1893    | Wiesbaden-Dotzheim                | Ev. Kirche                                      |      | I/P     | 9        | 1951 umdisponiert |
| 1893    | Nauheim (Hünfelden)               | Ev. Kirche                                      |      | I/P     | 9        | Als Ersatz für eine Orgel von Johann Christian Köhler (1755/56) |
| 1895    | Niederweidbach                    | Marienkirche                                    |      | II/P    | 15       | 1954/1955 Umbau und neuer Prospekt; Pfeifenwerk weitgehend erhalten |
| 1897    | Adolfseck                         | Evangelische Kirche Adolfseck                   |      | I/P     | 7        | Mechanische Kegellade; 1953 durch Katzer umdisponiert |
| 1898    | Buchenau                          | Martinskirche                                   |      | I/P     | 8        | Vertrag mit Raßmann; Arbeiten von August Hardt ausgeführt; nahezu unverändert erhalten |
| 1898    | Steckenroth                       | Ev. Kirche                                      |      | I/P     | 9        | [ 23 ] |
| 1898    | Erda (Hohenahr)                   | Ev. Kirche                                      |      | II/P    | 14       | Mit Schleifladen |
| 1898    | Westerburg                        | Ev. Kirche                                      |      | II/P    | 16       | [ 25 ] |
| 1900    | Dornholzhausen (Rhein-Lahn-Kreis) | Ev. Kirche                                      |      | I/P     | 8        | Kegellade; Cornett mit Vorabzug |
| 1900    | Braunfels                         | Schlosskirche                                   |      | II/P    | 20       | Ursprünglich von Johann Friedrich Syer (1766–1768) als Chororgel für Kloster Arnsburg gebaut, nach der Säkularisation überführt und durch Raßmann/Hardt um 2. Manual erweitert; 1965 durch Hardt umdisponiert |